# Livistona
Пальма Лівістона (Livistona) — рід багаторічних рослин з родини Пальмові (Arecaceae), які ростуть в південносхідній Азії, Африці, Океанії, Австралії.
Свою назву рослина отримала на честь Патріка Мюррея, лорда Лівінгстонського (1632—1671), що зібрав у своєму саду понад тисячу різних рослин. Мюррей був учнем і другом Ендрю Бальфура.
Види роду являють собою дерева висотою до 25 метрів. Листя до 60-100 сантиметрів в діаметрі, великі глянцеві темно-зелені (іноді сіро-зелені), у формі віяла, їх черешки часто бувають покриті гострими загнутими вниз зубцями.

## Види
Рід Лівістона включає 36 видів:
- Livistona alfredii F.Muell.
- Livistona australis (R.Br.) Mart.
- Livistona benthamii F.M.Bailey
- Livistona boninensis (Becc.) Nakai
- Livistona brevifolia Dowe & Mogea
- Livistona carinensis (Chiov.) J.Dransf. & N.W.Uhl
- Livistona chinensis (Jacq.) R.Br. ex Mart. — Лівістона китайська
- Livistona chocolatina Dowe
- Livistona concinna Dowe & Barfod
- Livistona decora (W.Bull) Dowe
- Livistona drudei F.Muell. ex Drude
- Livistona eastonii C.A.Gardner
- Livistona endauensis J.Dransf. & K.M.Wong
- Livistona exigua J.Dransf.
- Livistona fulva Rodd
- Livistona halongensis T.H.Nguyen & Kiew
- Livistona humilis R.Br.typus[2]
- Livistona inermis R.Br.
- Livistona jenkinsiana Griff.
- Livistona lanuginosa Rodd
- Livistona lorophylla Becc.
- Livistona mariae F.Muell.
- Livistona merrillii Becc.
- Livistona muelleri F.M.Bailey
- Livistona nasmophila Dowe & D.L.Jones
- Livistona nitida Rodd
- Livistona papuana Becc.
- Livistona rigida Becc.
- Livistona rotundifolia (Lam.) Mart.
- Livistona saribus (Lour.) Merr. ex A.Chev.
- Livistona speciosa Kurz
- Livistona surru Dowe & Barfod
- Livistona tahanensis Becc.
- Livistona tothur Dowe & Barfod
- Livistona victoriae Rodd
- Livistona woodfordii Ridl.